# System radionawigacyjny
System radionawigacyjny – rodzaj zespołu określonych radiostacji lądowych, które współpracują ze sobą w sposób zsynchronizowany. System ten wytwarza w danej przestrzeni określoną siatkę wzajemnie przecinających się wszystkich linii pozycyjnych o ściśle określonym przebiegu. Odwzorowanie tej siatki na danej mapie nawigacyjnej bądź zapis wszystkich współrzędnych punktów danych linii pozycyjnych w określonym układzie tabelarycznym, jednocześnie umożliwia to uzyskanie radiowej siatki współrzędnych.